# Sarantus similis
Sarantus similis är en insektsart som beskrevs av Schmidt 1925. Sarantus similis ingår i släktet Sarantus och familjen hornstritar. Inga underarter finns listade i Catalogue of Life.